# Eva Mendes
Eva de la Caridad Méndez (Miami, Florida, 5 de marzo de 1974), conocida artísticamente como Eva Mendes, es una actriz y modelo estadounidense de ascendencia cubana.

## Biografía
Eva Méndes nació en Miami (Florida), hija de migrantes cubanos, posteriormente se trasladó a Los Ángeles. Es la menor de cuatro hermanos. Abandonó sus estudios de marketing a mediados de la década de los años 1990, cuando fue descubierta por un agente artístico, quien vio su foto en la carpeta de un vecino admirador de su belleza.
Desde 2011 es pareja del también actor Ryan Gosling. En julio del 2014 se supo que estaban esperando su primer hijo juntos y el 12 de septiembre de 2014, Eva y Ryan se convirtieron en padres de una niña, a la cual llamaron Esmeralda. El 29 de abril de 2016 la pareja tuvo su segunda hija, llamada Amada.

### Actriz
En 1997 participa del vídeo 'Hole in My Soul' de Aerosmith. Su primera película fue Children of the Corn V: Fields of Terror de 1998, una cinta que iría a parar a los Estados Unidos directamente al mercado del vídeo. Ese mismo año apareció también en un episodio de la conocida serie de televisión Urgencias.
Un breve papel en la comedia de John Fortenberry, Una Noche en el Roxbury, también de 1998, como la madrina de la actriz, Molly Shanon, la ubicó en el panorama cinematográfico internacional.
Su carrera en el cine fue apuntalándose con personajes más importantes en My Brother the Pig (1999), Urban Legends: Final Cut (2000); Out of Time (2003); la película de acción protagonizada por Denzel Washington Training Day (2001); 2 Fast 2 Furious (2003); Hitch (2005) comedia que coprotagonizó con Will Smith; o Ghost Rider, película fantástica coprotagonizada con Nicolas Cage.
Ha intervenido en varios videoclips como el de The Strokes, The End Has No End, Hole in My Soul de Aerosmith y en el de Will Smith Miami en 1999.

### Modelo
Eva Mendes posó para el fotógrafo Marino Parisotto para el calendario 2008 de Campari. Inspirado en cuentos de hadas, Eva aparece disfrazada de personajes de cuento.
Además, posó desnuda en un anuncio publicitario para la organización PETA, durante una campaña contra el uso de pieles animales.

## Filmografía
| Año  | Título                                   | Papel              | Notas                            |
| ---- | ---------------------------------------- | ------------------ | -------------------------------- |
| 1998 | Children of the Corn V: Fields of Terror | Kir                |                                  |
| 1998 | A Night at the Roxbury                   | Bridesmaid         |                                  |
| 1998 | Mortal Kombat: Conquest                  | Hannah             | Estrella invitada, un episodio   |
| 1999 | My Brother the Pig                       | Matilda            |                                  |
| 1999 | Los discípulos                           | Maria Serranco     |                                  |
| 2000 | Urban Legends: Final Cut                 | Vanessa Valdeon    |                                  |
| 2001 | Exit Wounds                              | Trish              |                                  |
| 2001 | Training Day                             | Sara Harris        |                                  |
| 2001 | All About the Benjamins                  | Gina               |                                  |
| 2003 | 2 Fast 2 Furious                         | Mónica Fuentes     |                                  |
| 2003 | Once Upon a Time in Mexico               | Ajedrez            |                                  |
| 2003 | Out of Time                              | Alex Díaz Whitlock |                                  |
| 2003 | Stuck on You                             | April              |                                  |
| 2005 | Hitch                                    | Sara Melas         |                                  |
| 2005 | The Wendell Baker Story                  | Doreen             |                                  |
| 2005 | 3 & 3                                    | Gabriella          |                                  |
| 2006 | Trust the Man                            | Faith              |                                  |
| 2007 | Ghost Rider                              | Roxanne Simpson    |                                  |
| 2007 | Knocked Up                               | Ella misma         | No acreditada                    |
| 2007 | We Own the Night                         | Amada Juárez       |                                  |
| 2007 | Live!                                    | Katy               |                                  |
| 2007 | Cleaner                                  | Ann Norcut         |                                  |
| 2008 | The Women                                | Crystal Allen      |                                  |
| 2008 | The Spirit                               | Sand Saref         |                                  |
| 2009 | Bad Lieutenant: Port of Call New Orleans | Frankie Donnenfeld |                                  |
| 2010 | The Other Guys                           | Sheila Gamble      |                                  |
| 2010 | Last Night                               | Laura              |                                  |
| 2010 | Southbound                               |                    |                                  |
| 2011 | Fast Five                                | Mónica Fuentes     | Aparición especial sin acreditar |
| 2012 | Girl in Progress                         | Grace              |                                  |
| 2012 | The Place Beyond the Pines               | Romina             |                                  |
| 2012 | Holy Motors                              | Kay M.             |                                  |
| 2013 | Clear History                            | Jennifer           |                                  |
| 2014 | Lost River                               | Gata               |                                  |